# Hemicordats
Els hemicordats (Hemichordata) constitueixen un embrancament d'invertebrats marins amb forma de cuc, que inclou 132 espècies conegudes.
Pertanyen al superembrancament dels deuteròstoms, com els vertebrats,
car, en el seu desenvolupament embrionari, la boca es forma de manera secundària, i no a partir del blastòpor (la primera obertura creada durant un dels primers estadis embrionaris, la gastrulació). El seu nom científic significa ‘mig cordats’, cosa que reflecteix la concepció tradicional d'aquests animals com a formes originals dels cordats, el grup al qual pertanyen els vertebrats.
Tanmateix, la classificació sistemàtica dels hemicordats és discutida: els seus parents filogenètics més propers són els cordats i els equinoderms, que inclouen per exemple les estrelles de mar o eriçons de mar. De fet, cada cop sembla més probable que els hemicordats no formin un grup monofilètic, és a dir, que no incloguin tots els descendents d'un mateix avantpassat.

## Anatomia
Els hemicordats tenen un cos tou en forma de cuc però no segmentat internament, des del punt de vista típic de les tres divisions en cap, tòrax i abdomen. Com tots els bilaterals, presenten una simetria bilateral i, per tant, es basen en tres eixos corporals clarament definits. Existeixen en diferents colors, des del blanc fins al violat clar, i poden fer fins a 250 centímetres de llargada, tot i que també n'hi ha que fan uns mil·límetres. La configuració del seu cos en tres parts és característica: la part frontal és el prosoma, que en la classe dels pterobranquis té forma d'escut i, per tant, pot ser denominat escut del cap o escut rostral. El prosoma consisteix en una mena de probòscide. La segona part és una mena de collar, el mesosoma, on se situa l'obertura de la boca. La tercera part és un llarg tronc, conegut com a metasoma. Aquesta divisió bàsica del cos en tres parts també concerneix la cavitat corporal, el celoma, que queda dividit en proceloma, mesoceloma i metaceloma, situats a la secció corresponent del cos.
La part troncal, especialment en la classe dels enteropneusts, inclou fins a cent fenedures branquials, per mitjà de les quals respiren aquests animals i per les quals pot sortir l'aigua absorbida per la boca durant la ingestió de partícules d'aliment. La primera part de l'intestí, denominada «intestí branquial», es connecta amb el món exterior. En els pterobranquis, en canvi, només hi ha un parell de brànquies, o fins i tot no n'hi ha cap.
En els enteropneusts existeix una altra estructura característica, un diverticle de l'estómac que arriba a la cavitat oral, anomenat estomocordi. En el passat se'l considerà un possible precursor del notocordi, és a dir, l'estructura de suport elàstica en forma de barra que caracteritza els cordats. Com que aquesta estructura no presenta cap semblança essencial amb el notocordi, i com que en cap moment no fa la funció d'esquelet hidroestàtic, aquest punt de vista ha estat pràcticament abandonat entre els científics.
El sistema cardiovascular obert dels hemicordats té una configuració bastant primitiva; els seus dos únics vasos sanguinis autèntics se situen al prosoma i el mesosoma. Al prosoma també se situa el «cor» molt rudimentari, que es compon d'un únic vas sanguini contràctil i que bomba la sang que arriba des del darrere vers el vas sanguini ventral. Així doncs, el flux sanguini és unidireccional.
L'expulsió de residus líquids té lloc principalment a través de la pell; a més, també existeix un sistema de membranes anomenat glomèrul, en què la sang que surt del cos és filtrada repetidament. L'orina resultant és portada a la cavitat corporal del prosoma i des d'allí és expulsada a l'exterior per un porus.
El sistema nerviós es compon essencialment d'un nervi a la regió ventral i un altre a la regió dorsal, que queden units en forma d'anell i s'enllacen al prosoma i al voltant de l'intestí, i que envien terminacions nervioses a la capa exterior de la pell (epidermis). En els enteropneusts, el nervi dorsal passa per un plec especial del mesosoma. Aquest tub neural buit, la «marca del collar» dels enteropneusts, és d'especial interès pel fet que pot representar l'homòleg en el desenvolupament embrionari de la medul·la espinal dels cordats; es podria tractar d'una estructura desenvolupada a partir d'una característica del seu avantpassat comú.

## Alimentació, hàbitat i distribució
Els hemicordats es poden alimentar de dues maneres diferents: o bé s'enterren dins dels sediments del fons marí, és a dir, agafen fang bentònic i n'absorbeixen els nutrients que conté, més o menys com ho fan els cucs de terra; o bé filtren partícules de nutrients que floten lliurement en l'aigua, més o menys a l'estil de les esponges. Viuen principalment a la zona de marees o per sota d'ella. També poden viure al fons del mar (bentos), en part a profunditats de fins a 5.000 metres, on construeixen caus amb forma de u per mitjà de l'acció peristàltica de la seva probòscide. Revesteixen aquests caus amb una secreció mucosa. Només unes poques espècies viuen en mar oberta. Els hemicordats tenen una distribució cosmopolita, és a dir, viuen en tots els mars, des dels tròpics fins a les regions polars.

## Reproducció
Els hemicordats tenen gèneres diferenciats, que gairebé no es poden distingir en l'aparença exterior. Dels ous fertilitzats es desenvolupen larves ciliades, que s'assemblen a les larves dels equinoderms i a partir de les quals es desenvolupen els animals adults. Abans de la metamorfosi, passen una part del seu cicle vital entre el plàncton, on s'alimenten de fines partícules de nutrients, que queden atrapades als cilis de les larves i que són transportades des d'allí a la boca. En aquesta etapa, se'ls pot descriure com a planctòtrofs. En algunes espècies, el desenvolupament és directe, és a dir, no existeix una etapa larvària intermèdia.
A més de la reproducció sexual, també presenten una forma de reproducció asexual: en un procés anomenat gemmació, una cria se separa del seu parent genèticament idèntic. També pot passar que un individu quedi tallat en dues parts, i que després cadascuna d'elles continuï independentment de l'altra.

## Fòssils
Les primeres restes fòssils d'hemicordats provenen probablement dels esquists de Burgess del Canadà, que data del període geològic del Cambrià. Tanmateix, els primers fòssils pertanyents sense cap mena de dubte a la classe dels pterobranquis daten del període Ordovicià. Un grup actualment extingit d'hemicordats, els graptòlits, són fòssils directors de gran importància per l'Ordovicià i el Silurià.

## Sistemàtica
La sistemàtica clàssica diferencia tres classes vivents d'hemicordats, juntament amb els graptòlits, que estan extints.
- Classe Enteropneusta

Els enteropneusts inclouen poc més d'un centenar d'espècies. Viuen com a animals solitaris i, a diferència dels pterobranquis, no estan dotats de tentacles. La seva mida varia entre 2,5 i 250 centímetres.
- Classe Pterobranchia

Les aproximadament vint espècies de pterobranquis tenen una forma de gerro, tenen tentacles i assoleixen una mida màxima d'uns centímetres. A diferència dels enteropneusts, viuen en colònies, en què els animals individuals queden units entre ells per unes protuberàncies tubulars, anomenades estolons. Aquestes colònies solen estar envoltades per un col·lagen provinent d'unes cavitats.
- Classe Planctosphaeroidea

Els planctosferoïdeus inclouen una única espècie, Planctosphaera pelagica, de la qual només es coneix la característica forma larvària rodona, que viu en l'oceà obert i que pot mesurar fins a un centímetre. Formalment se la classifica dins la família Planctosphaeridae.
- Classe Graptolithina †

Els graptòlits són un grup important d'hemicordats extints; els seus fòssils semblen petites dents de serra en forma d'espiral. S'assumeix que això representava una adaptació al seu mode de vida de flotar en aigües obertes.

## Filogènesi
Els punts de vista sobre les possibles relacions filogenètiques dins del grups dels hemicordats varien significativament. Les fenedures branquials i el tub neural dorsal donen suport a un agrupament amb els cordats, mentre que la manca d'una segmentació interna (del tipus mencionat més amunt) i d'una cua darrere l'anus sembla indicar el contrari. En canvi, les seves formes larvàries són el que sembla més unir els hemicordats amb els equinoderms; les investigacions genètiques moleculars també apunten cap a una relació de clades germans entre aquests dos grups.
També es discuteix si les diferents classes d'hemicordats representen grups naturals; després d'investigacions genètiques moleculars recents, els enteropneusts ja no són considerats monofilètics. Això es deu alguns dels seus subgrups estan relacionats de manera més propera amb els pterobranquis que amb la resta d'enteropneusts. Si aquest punt de vista fos confirmat, això significaria que la forma original dels hemicordats (i, per tant, probablement dels cordats) no fou un organisme filtrador, sinó més aviat un ésser viu semblant a un cuc.
Fins i tot el monofiletisme dels hemicordats en general és discutit. En el següent model, els enteropneusts són el clade germà dels equinoderms:
| Pterobranquis |                                                               |
|               |                                                               |
| N. N.         | \| \| Equinoderms \| \| \| \| \| \| Enteropneusts \| \| \| \| |
|               | \| \| Equinoderms \| \| \| \| \| \| Enteropneusts \| \| \| \| |
|               | Equinoderms                                                   |
|               |                                                               |
|               | Enteropneusts                                                 |
|               |                                                               |

|  | Equinoderms   |
|  |               |
|  | Enteropneusts |
|  |               |

| Pterobranquis |                                                               |
|               |                                                               |
| N. N.         | \| \| Equinoderms \| \| \| \| \| \| Enteropneusts \| \| \| \| |
|               | \| \| Equinoderms \| \| \| \| \| \| Enteropneusts \| \| \| \| |
|               | Equinoderms                                                   |
|               |                                                               |
|               | Enteropneusts                                                 |
|               |                                                               |

|  | Equinoderms   |
|  |               |
|  | Enteropneusts |
|  |               |

Un model de l'any 2001, més recent però basat únicament en dades morfològiques, considera els hemicordats com un grup totalment artificial, que només està basat en característiques primitives. Per consegüent, quedarien dissolts no només els hemicordats, sinó també les classes que componen aquest grup, i serien reclassificats. Així doncs, la família de pterobranquis dels rabdoplèurids es constituiria en grup germà d'un tàxon denominat Pharyngotremata, compost per la família dels cefalodíscids i el nou tàxon dels cirtotrets. Finalment, els enteropneusts quedarien com a grup germà dels cordats. En canvi, un estudi del 2000 dona suport ferm al monofiletisme dels hemicordats i proposa una hipòtesi completament nova per la seva evolució.
| Cefalodíscids |                                                           |
|               |                                                           |
| Cirtotrets    | \| \| Enteropneusts \| \| \| \| \| \| Cordats \| \| \| \| |
|               | \| \| Enteropneusts \| \| \| \| \| \| Cordats \| \| \| \| |
|               | Enteropneusts                                             |
|               |                                                           |
|               | Cordats                                                   |
|               |                                                           |

|  | Enteropneusts |
|  |               |
|  | Cordats       |
|  |               |

| Cefalodíscids |                                                           |
|               |                                                           |
| Cirtotrets    | \| \| Enteropneusts \| \| \| \| \| \| Cordats \| \| \| \| |
|               | \| \| Enteropneusts \| \| \| \| \| \| Cordats \| \| \| \| |
|               | Enteropneusts                                             |
|               |                                                           |
|               | Cordats                                                   |
|               |                                                           |

|  | Enteropneusts |
|  |               |
|  | Cordats       |
|  |               |

| Cefalodíscids |                                                           |
|               |                                                           |
| Cirtotrets    | \| \| Enteropneusts \| \| \| \| \| \| Cordats \| \| \| \| |
|               | \| \| Enteropneusts \| \| \| \| \| \| Cordats \| \| \| \| |
|               | Enteropneusts                                             |
|               |                                                           |
|               | Cordats                                                   |
|               |                                                           |

|  | Enteropneusts |
|  |               |
|  | Cordats       |
|  |               |

| Cefalodíscids |                                                           |
|               |                                                           |
| Cirtotrets    | \| \| Enteropneusts \| \| \| \| \| \| Cordats \| \| \| \| |
|               | \| \| Enteropneusts \| \| \| \| \| \| Cordats \| \| \| \| |
|               | Enteropneusts                                             |
|               |                                                           |
|               | Cordats                                                   |
|               |                                                           |

|  | Enteropneusts |
|  |               |
|  | Cordats       |
|  |               |

Aquesta representació assumeix una evolució gradual de les fenedures branquials, cosa que es contradiu clarament amb les dades genètiques moleculars més recents. Per tant, de moment, les relacions familiars han de ser considerades incertes.